# Angiografi
Angiografi eller arteriografi er en billediagnostisk teknik, der danner to- eller tre-dimensionelle billeder af en patients blodårer. Dette gøres især med computertomografi, men MR-scanning kan også anvendes, hvilket i så fald kaldes MR-angiografi.
| Fysik | Spire Denne artikel om fysik er en spire som bør udbygges. Du er velkommen til at hjælpe Wikipedia ved at udvide den. |